# ميلاني ثورنتون
ميلاني جانين ثورنتون (بالإنجليزية: Melanie Janene Thornton)‏ وهي مغنية بوب أمريكية ولدت في يوم 13 مايو 1967 في مدينة تشارلستون، كارولاينا الجنوبية في الولايات المتحدة، أشتهرت بتواجدها في ألمانيا حيث تنافست في يورودانس وغنت أغنية Be My Lover و Sweet Dreams La Bouche song في التسعينات وتوفيت في يوم 24 نوفمبر 2001 في زيورخ في سويسرا.

## روابط خارجية
- ميلاني ثورنتون على موقع IMDb (الإنجليزية)
- ميلاني ثورنتون على موقع ميوزك برينز (الإنجليزية)
- ميلاني ثورنتون على موقع أول ميوزيك (الإنجليزية)
- ميلاني ثورنتون على موقع ديسكوغز (الإنجليزية)